# Apatzingania
Apatzingania é um género botânico pertencente à família Cucurbitaceae.

## Espécies
- Apatzingania arachoidea Dieterle